# Mutterschaftsrichtlinien
Die Mutterschafts-Richtlinien sind ein Grundsatzdokument, das der G-BA als Gemeinsamer Bundesausschuss über die ärztliche Betreuung während der Schwangerschaft und nach der Entbindung erlässt.
Die Richtlinien regeln die ärztliche Betreuung der Versicherten während der Schwangerschaft und nach der Entbindung, insbesondere den Umfang und Zeitpunkt der Leistungen, das Zusammenwirken mit Hebammen und die Dokumentation im sogenannten Mutterpass.

## Inhalt der Mutterschafts-Richtlinien
A. Untersuchungen und Beratungen sowie sonstige Maßnahmen während der Schwangerschaft

B. Erkennung und besondere Überwachung der Risikoschwangerschaften und Risikogeburten

C. Serologische Untersuchungen und Maßnahmen während der Schwangerschaft

D. Blutgruppenserologische Untersuchungen nach Geburt oder Fehlgeburt und Anti-D-Immunglobulin-Prophylaxe

E. Voraussetzungen für die Durchführung serologischer Untersuchungen

F. Untersuchungen und Beratungen der Wöchnerin

G. Medikamentöse Maßnahmen und Verordnung von Verband- und Heilmitteln

H. Aufzeichnungen und Bescheinigungen

## Anlagen der Mutterschafts-Richtlinien
1. Ultraschalluntersuchungen
2. Indikationen zur Kardiotokographie/CTG
3. Mutterpass
4. Merkblatt: HIV-Test für Schwangere
5. Merkblatt: Ultraschallscreening in der Schwangerschaft
6. Merkblatt: Test auf Schwangerschaftsdiabetes

## Debatte über serologische Untersuchungen
Im Januar 2019 wurden Planungen des Bundesgesundheitsministers Jens Spahn bekannt, der mittels eines neuen Terminservice- und Versorgungsgesetzes künftig das Ministerium ermächtigen möchte, ohne Beteiligung des G-BA zu entscheiden, welche Untersuchungs- und Behandlungsmethoden von den Krankenkassen übernommen werden müssen.
Eine öffentliche Debatte entstand insbesondere hinsichtlich der Kostenübernahme für einen im Jahr 2012 auf dem Markt gekommenen neuen Bluttest, der laut wissenschaftlichen Studien ganz ohne Risiko für Mutter und Kind sein soll. Dieser ermöglicht die Bestimmung des Geschlechts und soll zu über 99 Prozent sicher Auskunft über drei chromosomale Veränderungen des Ungeborenen geben. Im Vordergrund steht die Trisomie 21, das Down-Syndrom, mit individuell sehr unterschiedlicher Ausprägung. Gerade für Erstgebärende (ab 35 Jahre) beziehungsweise Spätgebärende (über 40 Jahre) ist diese die häufigste Ursache einer so genannten Risikoschwangerschaft.
Bei der in diesen Fällen bisher als Kassenleistung gebräuchlichen Fruchtwasseruntersuchung besteht für das Ungeborene ein erhöhtes Risiko für eine Fehlgeburt. Darum werden Frühamniozentesen nur in besonders dringenden Fällen oder auf besonderen Wunsch der Schwangeren bzw. des Elternpaares vollzogen.
Die hohe Anzahl von Risikoschwangerschaften lässt sich unter anderem dadurch erklären, dass viele Paare heutzutage Kinder erst recht spät einplanen.